# Junior Bridgeman
Ulysses Lee "Junior" Bridgeman (East Chicago, Indiana, 17 de septiembre de 1953-Louisville, Kentucky, 11 de marzo de 2025) fue un empresario y jugador de baloncesto estadounidense que jugó durante doce temporadas en la NBA. Con 1,96 metros de altura, su posición era la de escolta.

## Trayectoria deportiva

### Universidad
Jugó durante 4 temporadas con los Cardinals de la Universidad de Louisville, con los que promedió 15,5 puntos y 7,5 rebotes por partido.

### Profesional
Fue elegido en la octava posición del Draft de la NBA de 1975 por Los Angeles Lakers, pero fue inmediatamente traspasado a Milwaukee Bucks junto a Brian Winters a cambio de Kareem Abdul-Jabbar, donde militó durante 9 temporadas consecutivas, promediando dobles dígitos en 8 de las mismas. Su mejor temporada fue la 1979-80, cuando promedió 17,6 puntos y 3,7 rebotes. En 1984 fichó por Los Angeles Clippers, donde jugó durante dos temporadas aún a un buen nivel.
Se retiró en su equipo de toda la vida, los Bucks, a los 34 años. En sus 12 temporadas como profesional promedió 13,6 puntos y 3,5 rebotes por partido. Su camiseta con el número 2 fue retirada por Milwaukee como homenaje.

## Estadísticas de su carrera en la NBA

### Temporada regular
| Año     | Equipo        | PJ  | PT | MPP  | %TC  | %3P  | %TL  | RPP | APP | ROB | TPP | PPP  |
| ------- | ------------- | --- | -- | ---- | ---- | ---- | ---- | --- | --- | --- | --- | ---- |
| 1975–76 | Milwaukee     | 81  | -  | 20.3 | .439 | -    | .795 | 3.6 | 1.9 | 0.6 | 0.3 | 8.6  |
| 1976–77 | Milwaukee     | 82  | -  | 29.4 | .449 | .000 | .864 | 5.1 | 2.5 | 1.0 | 0.3 | 14.4 |
| 1977–78 | Milwaukee     | 82  | -  | 22.9 | .503 | .000 | .810 | 3.5 | 2.1 | 0.9 | 0.4 | 13.6 |
| 1978–79 | Milwaukee     | 82  | -  | 23.9 | .506 | .000 | .829 | 3.6 | 2.0 | 1.1 | 0.5 | 15.5 |
| 1979–80 | Milwaukee     | 81  | -  | 28.6 | .478 | .185 | .865 | 3.7 | 2.9 | 1.2 | 0.2 | 17.6 |
| 1980–81 | Milwaukee     | 77  | -  | 28.8 | .487 | .143 | .884 | 3.8 | 3.0 | 1.1 | 0.4 | 16.8 |
| 1981–82 | Milwaukee     | 41  | 4  | 22.5 | .483 | .444 | .864 | 3.0 | 2.7 | 0.7 | 0.1 | 12.5 |
| 1982–83 | Milwaukee     | 70  | 5  | 26.5 | .492 | .077 | .837 | 3.5 | 3.0 | 0.6 | 0.1 | 14.4 |
| 1983–84 | Milwaukee     | 81  | 10 | 30.0 | .465 | .194 | .807 | 4.1 | 3.3 | 0.7 | 0.2 | 15.1 |
| 1984–85 | L.A. Clippers | 80  | 15 | 25.5 | .465 | .359 | .879 | 2.9 | 2.1 | 0.6 | 0.2 | 13.9 |
| 1985–86 | L.A. Clippers | 58  | 14 | 20.0 | .441 | .333 | .891 | 2.1 | 1.9 | 0.5 | 0.1 | 8.8  |
| 1986–87 | Milwaukee     | 34  | 4  | 12.3 | .462 | .167 | .800 | 1.5 | 1.0 | 0.3 | 0.1 | 5.1  |
| Total   | Total         | 849 | 52 | 25.0 | .475 | .244 | .846 | 3.5 | 2.4 | 0.8 | 0.3 | 13.6 |

### Playoffs
| Año     | Equipo    | PJ | PT | MPP  | %TC  | %3P   | %TL  | RPP | APP | ROB | TPP | PPP  |
| ------- | --------- | -- | -- | ---- | ---- | ----- | ---- | --- | --- | --- | --- | ---- |
| 1975–76 | Milwaukee | 3  | -  | 22.3 | .450 | -     | .636 | 3.7 | 1.7 | 0.3 | 0.0 | 8.3  |
| 1977–78 | Milwaukee | 9  | -  | 19.8 | .484 | -     | .750 | 2.0 | 1.2 | 1.0 | 0.2 | 10.4 |
| 1979–80 | Milwaukee | 5  | -  | 24.8 | .357 | .000  | .733 | 3.8 | 3.4 | 1.0 | 0.4 | 10.2 |
| 1980–81 | Milwaukee | 7  | -  | 26.1 | .462 | 1.000 | .813 | 2.1 | 3.3 | 0.9 | 0.0 | 14.0 |
| 1982–83 | Milwaukee | 9  | -  | 34.2 | .469 | .400  | .933 | 5.0 | 3.1 | 1.1 | 0.2 | 16.9 |
| 1983–84 | Milwaukee | 16 | -  | 31.2 | .456 | .111  | .815 | 4.0 | 2.8 | 0.4 | 0.3 | 14.4 |
| Total   | Total     | 49 | -  | 27.7 | .454 | .250  | .814 | 3.5 | 2.6 | 0.8 | 0.2 | 13.3 |

## Empresario
Después de retirarse trabajó como empresario de restauración, presidiendo la compañía Maná y gestionando 161 Wendy's y 118 restaurantes de Chili's. Su nómina incluía a 11.000 trabajadores.
Bridgeman falleció el 11 de marzo de 2025 en Louisville después de sufrir un ataque al corazón en un evento en el hotel Galt House.